# あの時の中で僕らは
『あの時の中で僕らは』（あのときのなかでぼくらは）はview（FIELD OF VIEW）の1stシングル。 

## 解説

### あの時の中で僕らは
FIELD OF VIEWに改名する前の「view」としてのデビュー・シングル。
シングル・バージョンはアルバム未収録。
1994年のセブン-イレブンCMソングに使用された。

## 収録曲
全曲作詞・作曲：浅岡雄也／編曲：池田大介
1. あの時の中で僕らは
2. Believe Me
3. あの時の中で僕らは（オリジナル・カラオケ）

## 収録アルバム
- SINGLES COLLECTION+4 （#1、新録）
- complete of FIELD OF VIEW at the BEING studio （#1、未発表テイク）
- FIELD OF VIEW BEST HITS （#1、未発表テイク）

## タイアップ
- セブン-イレブン・ジャパン「セブン-イレブン」CMソング （#1）